# Чистов, Борис Петрович

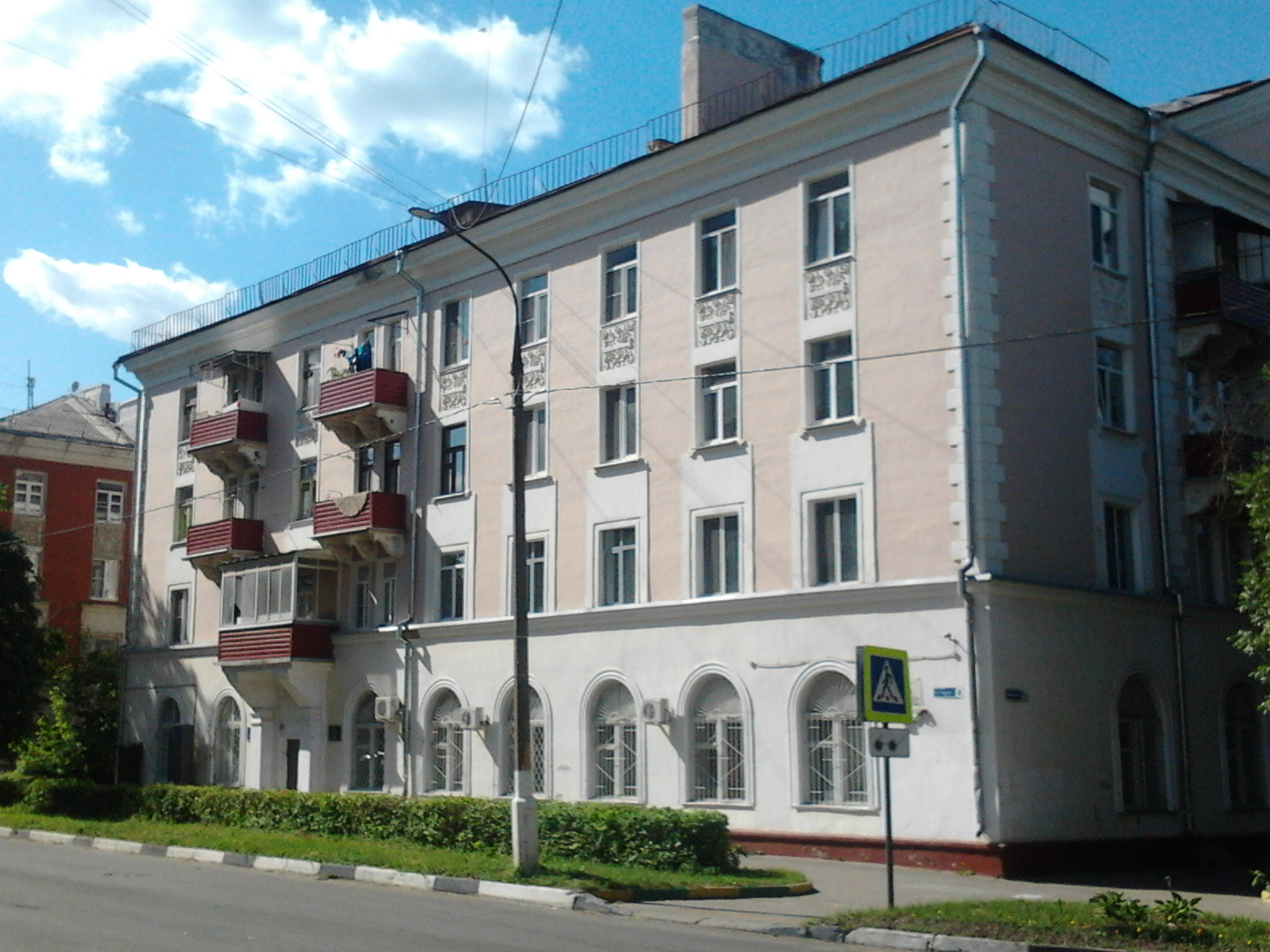
Дом, в котором жил Б. П. Чистов. Подольск, ул. Чистова, 8

Борис Петрович Чистов (14 августа 1921 — 21 июня 1978) — участник Великой Отечественной войны, лётчик 749-го авиационного полка 24-й авиационной дивизии дальнего действия, Герой Советского Союза.

## Биография
Родился 14 августа 1921 года в деревне Молодцы Подольского района Московской области в семье крестьянина, русский. Член КПСС с 1942 года. Окончил 7 классов и школу ФЗУ Подольского механического завода. Работал слесарем-лекальщиком на заводе № 710. Был учлётом Подольского аэроклуба.
В Красной Армии с 1940 года. Окончил Кировабадскую военно-авиационную школу пилотов в 1941 году.
На фронтах Великой Отечественной войны с сентября 1941 года. В начале октября 1941 года дальнебомбардировочный полк, в котором он служил, перебросили под Москву. К 19 октября создалось тяжёлое положение на Калининском направлении. Экипаж (командир — Чистов, штурман — Литвин, стрелок-радист — Леонтьев) вылетел на бомбёжку моторизованных колонн противника. В ходе бомбардировки было уничтожено около 10 танков, 12-15 автомашин, 5 цистерн с горючим. На обратном пути на бомбардировщик был сбит вражескими истребителями. Пришлось прыгать с парашютом, при этом погиб стрелок. Чистов со штурманом через неделю пришли к своим.
Потом были полёты на бомбёжку в районе городов Малоярославца, Солнечногорска, аэродрома в Смоленске, с которого немцы летали бомбить Москву. Около 50 боевых вылетов совершил Чистов в дни битвы под Москвой.
Весной 1942 года был переведён на Волховский фронт, где 29 мая 1942 года был награждён орденом Красного Знамени.
Летом 1942 года в составе полка перебазировался под Сталинград. За период с 22 сентября по 22 декабря 1942 года совершил 65 ночных вылетов в район Сталинграда, при этом уничтожил несколько автоцистерн с горючим, 8 танков и 2 батальона пехоты противника. На аэродроме Сталино уничтожил 1 прожектор и 5 самолётов. В посёлке Красный Октябрь уничтожил 2 прожектора и 5 артиллерийских батарей. В вылетах на железнодорожный узел Миллерово, город Котельниково, город Сальск уничтожил 7 складов с боеприпасами, до 40 вагонов с пехотой противника.
К концу января 1943 года совершил 144 боевых вылета (138 — ночью) на бомбардировку важных объектов и войск противника, нанеся ему значительный урон в живой силе и технике.
Указом Президиума Верховного Совета СССР «О присвоении звания Героя Советского Союза начальствующему составу авиации дальнего действия Красной Армии» от 25 марта 1943 года за «образцовое выполнение боевых заданий командования на фронте борьбы с немецко-фашистскими захватчиками и проявленные при этом отвагу и геройство» Борису Петровичу Чистову было присвоено звание Героя Советского Союза с вручением ордена Ленина и медали «Золотая Звезда» (№ 910).
В последующие годы войны совершил большое количество вылетов на бомбёжку особо важных военных и промышленных объектов в глубоком тылу противника. Участвовал в налётах на германские города Кёнигсберг, Данциг.
В 1945 году неоднократно бомбил объекты в столице рейха Берлине.
После войны продолжал службу в ВВС. В 1955 году окончил Военно-воздушную академию. В 1958 году вышел в отставку в звании полковника. Жил в Подольске. Умер 21 июня 1978 года. Похоронен на Аллее Героев Подольского городского кладбища.
Его именем названа улица в городе Подольске Московской области. На доме, где он жил, установлена мемориальная доска.

## Награды
- Медаль «Золотая Звезда» Героя Советского Союза;
- два ордена Ленина;
- орден Красного Знамени;
- орден Отечественной войны I степени;
- орден Красной Звезды
- медали.